# بلک (آنتالیا)
بلچ (به ترکی استانبولی: Belek) یک منطقهٔ مسکونی در ترکیه است که در سریق واقع شده‌است.